# Saint-Sylvestre-Pragoulin
 Saint-Sylvestre-Pragoulin  es una población y comuna francesa, situada en la región de Auvernia, departamento de Puy-de-Dôme, en el distrito de Riom y cantón de Randan.

## Demografía
| 906 | 826 | 893 | 982 | 1,102 | 1,079 |
| Para los censos de 1962 a 1999 la población legal corresponde a la población sin duplicidades (Fuente: INSEE [Consultar]) |     |     |     |       |       |